# Reino do Afeganistão
O Reino do Afeganistão (em pachto: د افغانستان واکمنان, persa: پادشاهي افغانستان) foi uma monarquia islâmica no sul da Ásia Central, estabelecida em 1926 como um estado sucessor do Emirado do Afeganistão, na sequência da adesão ao trono de Amanullah Khan, com este proclamando o Afeganistão um reino em 1926, após 7 anos no trono. Amanullah Khan estava interessado na modernização do país, resultando em convulsões sociais causadas por forças conservadoras em diversas ocasiões. Quando ele esteve em uma viagem à Europa, em 1927, a rebelião eclodiu novamente. Ele abdicou em favor de seu irmão Inayatullah Khan, que reinou por apenas três dias antes do líder tribal Habibullah Kalakani tomar o poder e restabelecer o Emirado.
Após 10 meses, o Ministro da Guerra de Amanullah Khan, Mohammed Nadir Shah, retornou do exílio na Índia. Os seus exércitos apoiados pelos britânicos saquearam Cabul, forçando Habibullah Kalakani a discutir uma trégua. Em vez disso, as forças de Mohammed Nadir detiveram e posteriormente executaram Kalakani. Nadir Shah restabeleceu o reino, foi proclamado rei do Afeganistão em outubro de 1929, e passou a reverter o caminho reformista do último rei, Amanullah Khan. Ele foi sucedido por seu filho, Mohammed Zahir Shah, cujo domínio começou em 1933 e durou 39 anos. Mohammed Zahir Shah, o último rei do Afeganistão, acabou sendo derrubado por seu próprio primo Mohammed Daoud Khan, que terminou com êxito a monarquia secular e estabeleceu um governo republicano no Afeganistão. Foi sob a liderança de Zahir Shah, que o governo afegão buscou relações com o mundo exterior, principalmente com a União Soviética, Reino Unido e os Estados Unidos.
Em 27 de setembro de 1934, durante o reinado de Zahir Shah, o Reino do Afeganistão entrou para a Liga das Nações. Durante a Segunda Guerra Mundial, o Afeganistão permaneceu neutro e perseguiu uma política diplomática de não-alinhamento. Daoud Khan, o primeiro-ministro do Afeganistão na época, trabalhou duro para o desenvolvimento de indústrias modernas, e da educação no país.